# Lobulia glacialis
Lobulia glacialis is een hagedissensoort uit de familie van de skinken (Scincidae).

## Naam
De wetenschappelijke naam van de soort werd voor het eerst voorgesteld door Allen E. Greer, Allen Allison en Harold G. Cogger in 2005. De soortaanduiding glacialis betekent vrij vertaald 'van het ijs'.

## Verspreiding en habitat
De soort werd ontdekt in Irian Jaya (provincie West-Papoea, Indonesië) op een hoogte van ongeveer 3900 meter boven zeeniveau aan het Wanagongmeer en op een aantal andere plaatsen in het Carstenszgebergte tussen 3500 en 4100 meter hoogte. Het Wanagongmeer ligt dicht bij de grote Grasbergmijn.

## Beschermingsstatus
Door de internationale natuurbeschermingsorganisatie IUCN is de beschermingsstatus 'onzeker' toegewezen (Data Deficient of DD).